# Donald Harrison
Pour les articles homonymes, voir Harrison.

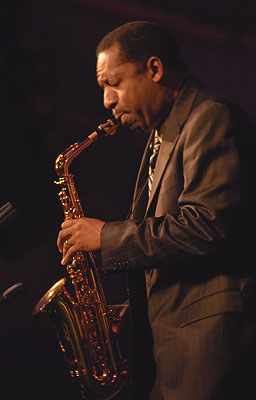
Donald Harrison en 2008

Donald Harrison (né le 23 juin 1960 à La Nouvelle-Orléans) est un saxophoniste américain de jazz.

## Discographie
Comme leader
- The New Sounds of Mardi Gras Vol 1 - (Hip-Hop)
- The New Sounds of Mardi Gras Vol 2 - (Hip-Hop)
- Evolution Revolution - avec The Headhunters
- Live - with Clark Terry
- Live at The Supper Club - avec Lena Horne
- 1991: Indian Blues
- 1994: The Power of Cool
- 1996: Nouveau Swing
- 1997: Free To Be
- 1999: Paradise Found
- 2001: Spirits of Congo Square
- 2002: Kind of New
- 2003: Real Life Stories
- 2004: Heroes - avec Ron Carter et Billy Cobham
- 2005: Free Style
- 2006: "NY Cool" Live at The Blue Note
- 2006: The Survivor
- 2007: 3D Vol I Smooth Jazz
- 2008: 3D Vol II Classic Jazz
- 2008: The Chosen Classic Jazz
- 2009: 3D Vol III Hip-Hop

Comme sideman
- Taking a Chance on Love (album de Jane Monheit)

## Télévision
- Un an après la catastrophe du cyclone Katrina, il participe au téléfilm documentaire américain réalisé par Spike Lee When the Levees Broke : A Requiem in Four Acts (Quand les digues cèdent, un requiem en quatre actes) diffusé sur la chaine américaine HBO.
- Il joue son propre rôle dans la série Treme également diffusée sur HBO.